# Elvin Levinler
Elvin Levinler (* 24. April 1988 in Istanbul) ist eine türkische Schauspielerin.

## Leben und Karriere
Levinler wurde am 24. April 1988 in Istanbul geboren. Ihr Debüt gab sie 2011 in der Fernsehserie Alemin Kıralı. Sie studierte an der Koç Üniversitesi.
2013 bekam sie eine Rolle in Salih Kuşu. Außerdem wurde Levinler für den Film Polis Akademisi Alaturka gecastet. Zwischen 2015 und 2016 war sie in der Serie İnadına Aşk zu sehen. Unter anderem trat sie in Milat auf.

## Filmografie
Filme
- 2013: Celal ile Ceren
- 2015: Polis Akademisi Alaturka

Serien
- 2011: Alemin Kıralı
- 2011: Kavak Yelleri
- 2013: Salih Kuşu
- 2015–2016: Milat
- 2015–2016: İnadına Aşk